# Aeroporto di Rivolto
L'Aeroporto di Rivolto è un aeroporto militare italiano situato nel Friuli-Venezia Giulia, 20 km a sud ovest della città di Udine lungo la Strada statale 13 Pontebbana, nella frazione di Rivolto del comune di Codroipo.

## Descrizione
L'aeroporto è gestito dall'Aeronautica Militare ed in base al Decreto ministeriale del 25 gennaio 2008, pubblicato sulla Gazzetta Ufficiale del 7 marzo 2008, l'aeroporto è classificato come MOB (Main Operating Base) del primo gruppo e come tale effettua esclusivamente attività militari, non essendo aperto al traffico commerciale. L'aeroporto è noto soprattutto perché sede delle Frecce Tricolori, la pattuglia acrobatica nazionale (PAN) italiana e costituente il 313º Gruppo Addestramento Acrobatico.
Sede del 2º Stormo è intitolato a Mario Visintini, il primo degli assi dell'aviazione della Regia Aeronautica, decorato con Medaglia d'oro al valor militare, il pilota con in assoluto il maggior numero di abbattimenti in Africa Orientale tra tutte le forze belligeranti e l'asso di biplani da caccia con il maggior numero di abbattimenti della seconda guerra mondiale. Nell'aeroporto militare di Rivolto, fino al 2004, aveva sede anche il 14º Gruppo con cacciabombardieri AMX International AMX.
Dal 2011 la base è diventata polo missilistico nazionale, mentre dal gennaio 2016 l'aeroporto di Rivolto costituisce il punto di riferimento per l'Azienda Ospedaliera Universitaria Integrata di Udine per i voli notturni in favore del Centro Regionale Trapianti del Friuli Venezia Giulia. Nel 2016 grazie all'attivazione notturna dell'aeroporto sono state salvate 16 vite. Nell'aeroporto è presente anche un'importante stazione meteorologica del Servizio meteorologico dell'Aeronautica Militare, facente parte dell'Organizzazione meteorologica mondiale (OMM).